# Letnie Paraigrzyska Azjatyckie 2010
I. Letnie Paraigrzyska Azjatyckie odbyły się w chińskim Guangzhou w dniach 12 - 19 grudnia 2010 roku.